# Wayne O’Sullivan
Wayne St John O’Sullivan (* 25. Februar 1974 in Akrotiri, Zypern) ist ein irischer Fußballtrainer und ehemaliger Fußballspieler, der seine Karriere in den unterklassigen Profiligen Englands und auf höchster Ebene in Australien verbrachte.

## Spielerkarriere
Wayne O’Sullivan kam 1988 noch während seiner Schulzeit zu Swindon Town und erhielt 1990 einen Vertrag als „Trainee“ (dt. Auszubildender) in der Nachwuchsabteilung unter Leitung von John Trollope, bevor er im Sommer 1992 seinen ersten Profivertrag unterzeichnete. Sein Pflichtspieldebüt gab O’Sullivan am 1. September 1992 im Anglo-Italian Cup gegen Oxford United, bis zu seinem nächsten Einsatz dauerte es aber fast zwei Jahre. Nach einem Jahr in der Premier League war Swindon 1994 wieder in die Zweitklassigkeit abgestiegen und O’Sullivan gab in der First Division am 1. Spieltag der Saison 1994/95, einem 2:0-Erfolg über Port Vale, unter John Gorman sein Ligadebüt. Trotz des Auftakterfolges entwickelte sich eine turbulente Spielzeit, im November 1994 wurde Gorman durch Spielertrainer Steve McMahon ersetzt, unter dem O’Sullivan zwar weiterhin regelmäßig zum Einsatz kam, der den Negativtrend aber nicht zu stoppen in der Lage war. Swindon beendete die Saison schließlich auf dem viertletzten Tabellenplatz und wurde damit in die Second Division durchgereicht. Dort bestritt O’Sullivan als Stammspieler mit großem Arbeitspensum in der Mittelfeldzentrale weite Teile der Saison 1995/96, die Swindon als Meister und dem damit verbundenen direkten Wiederaufstieg abschloss; zudem erhielt er aufgrund seiner Leistungen mehrfach Berufungen in die irische U-21-Nationalmannschaft. Zurück in der Zweitklassigkeit verlor O’Sullivan seinen Stammplatz an den Neuzugang Scott Leitch und vertrat daher zunächst auf der Linksverteidigerposition den verletzten Jason Drysdale, bevor er dort von Gary Elkins verdrängt wurde.
Unzufrieden mit seinen Einsatzzeiten bat er in der Sommerpause 1997 um einen Transfer und wechselte für £75.000 Ablöse zu Cardiff City in die Third Division. Bei Cardiff etablierte sich O’Sullivan zunächst als rechter offensiver Außenverteidiger, der sich regelmäßig in das Angriffsspiel einschaltete und dort mit trickreichem Spiel im Eins-gegen-Eins zu überzeugen wusste. Die folgende Spielzeit verbrachte er weitestgehend im rechten Mittelfeld, nach dem Abgang von Mark Delaney zum Erstligisten Aston Villa übernahm er dessen Position auf der rechten Abwehrseite, hatte aber Mühe an die Leistungen des schnellen und beliebten Außenverteidigers anzuknüpfen. Trotz des Aufstiegs in die Second Division und einem neuen Vertragsangebot seitens Cardiff, entschied sich O’Sullivan im Sommer 1999 gegen einen Verbleib und wechselte ablösefrei zurück in die vierte Liga zu Plymouth Argyle. Dort war er durch seine konstant guten Leistungen in seinen beiden Spielzeiten bei Plymouth Stammspieler und agierte entweder auf der Rechtsverteidigerposition oder im zentralen Mittelfeld. Von den Plymouth-Fans wurde er für die Saison 2000/01 zum „Spieler des Jahres“ gewählt.
Trotz dieser Wertschätzung lehnte er im Sommer 2001 eine Verlängerung seines auslaufenden Vertrags bei Plymouth ab und wechselte stattdessen nach Australien in die National Soccer League (NSL) zu Parramatta Power. Dort war er zwei Jahre ebenso Stammspieler, wie in der Spielzeit 2003/04 beim Northern Spirit FC. Mit Einstellung der NSL am Ende der Saison 2003/04 verließ er Australien zwischenzeitlich und verbrachte die folgenden Monate in Singapur bei Geylang United. Am Jahresende kehrte er nach Australien zurück und hielt sich bei Sydney Olympic in der New South Wales Premier League fit, bevor er einen Vertrag mit den Central Coast Mariners für die neu gegründete Profispielklasse A-League unterzeichnete.
In der Premierensaison bildete O’Sullivan mit André Gumprecht, Noel Spencer und Damien Brown das Mittelfeld der Mariners, die nach Platz 3 in der regulären Saison das Meisterschaftsfinale erreichten, das gegen den Sydney FC um Superstar Dwight Yorke mit 0:1 verloren wurde. Nachdem in der Spielzeit 2006/07 durch vier Niederlagen an den letzten fünf Spieltagen der Einzug in die Play-off-Runde verpasst wurde, erhielten O’Sullivan, Spencer und Vuko Tomasevic von Trainer Lawrie McKinna, unter dem er bereits bei Northern Spirit aktiv war, keinen neuen Vertrag mehr.

## Trainerkarriere
Daraufhin beendete O’Sullivan seine Profilaufbahn und gehörte von 2007 bis 2009 unter Ricki Herbert zum Trainerstab des neuseeländischen A-League-Klubs Wellington Phoenix. Zuvor hatte er an der Sydney University einen Hochschulabschluss in Pädagogik erworben. Während der Spielzeit 2007/08 war O’Sullivan neben Stu Jacobs einer von zwei Assistenztrainern, die folgende Saison war er hauptsächlich für Videoanalysen verantwortlich. Von 2009 bis 2011 und in der Saison 2012/13 betreute er als Trainer die Frauenmannschaft der Newcastle Jets United in der W-League.